# Vitalij Kravtsov
Vitalij Jurjevitj Kravtsov, ryska: Виталий Юрьевич Кравцов, född 23 december 1999 i Vladivostok, är en rysk professionell ishockeyforward som spelar för Vancouver Canucks i National Hockey League (NHL).
Han har tidigare spelat för New York Rangers i NHL; Traktor Tjeljabinsk i Kontinental Hockey League (KHL); Hartford Wolf Pack i American Hockey League (AHL); Tjelmet Tjeljabinsk i Vyssjaja chokkejnaja liga (VHL) samt Belye Medvedi i Molodjozjnaja chokkejnaja liga (MHL).
Kravstov draftades av New York Rangers i första rundan i 2018 års NHL-draft som nionde spelare totalt.

## Statistik
| 2016–2017  | Traktor Tjeljabinsk | KHL        | 3   | 0  | 0  | 0  | 0  | 6  | 1  | 0  | 1  | 4  |
|            | Tjelmet Tjeljabinsk | VHL        | 6   | 2  | 2  | 4  | 0  | —  | —  | —  | —  | —  |
|            | Belye Medvedi       | MHL        | 41  | 13 | 23 | 36 | 18 | 5  | 2  | 4  | 6  | 0  |
| 2017–2018  | Traktor Tjeljabinsk | KHL        | 35  | 4  | 3  | 7  | 6  | 16 | 6  | 5  | 11 | 8  |
|            | Tjelmet Tjeljabinsk | VHL        | 9   | 4  | 3  | 7  | 4  | —  | —  | —  | —  | —  |
|            | Belye Medvedi       | MHL        | 1   | 1  | 2  | 3  | 0  | 2  | 1  | 3  | 4  | 0  |
| 2018–2019  | Traktor Tjeljabinsk | KHL        | 50  | 8  | 13 | 21 | 6  | 4  | 0  | 2  | 2  | 0  |
| 2019–2020  | Traktor Tjeljabinsk | KHL        | 11  | 2  | 1  | 3  | 2  | —  | —  | —  | —  | —  |
|            | Tjelmet Tjeljabinsk | VHL        | 3   | 0  | 2  | 2  | 0  | —  | —  | —  | —  | —  |
|            | Hartford Wolf Pack  | AHL        | 39  | 6  | 9  | 15 | 4  | —  | —  | —  | —  | —  |
| 2020–2021  | New York Rangers    | NHL        | 20  | 2  | 2  | 4  | 4  | —  | —  | —  | —  | —  |
|            | Traktor Tjeljabinsk | KHL        | 49  | 16 | 8  | 24 | 12 | 5  | 2  | 2  | 4  | 0  |
| 2021–2022  | Traktor Tjeljabinsk | KHL        | 19  | 6  | 7  | 13 | 0  | 15 | 7  | 3  | 10 | 2  |
| 2022–2023  | New York Rangers    | NHL        | 28  | 3  | 3  | 6  | 6  | —  | —  | —  | —  | —  |
| NHL totalt | NHL totalt          | NHL totalt | 48  | 5  | 5  | 10 | 10 | —  | —  | —  | —  | —  |
| KHL totalt | KHL totalt          | KHL totalt | 167 | 36 | 32 | 68 | 26 | 46 | 16 | 12 | 28 | 14 |
| VHL totalt | VHL totalt          | VHL totalt | 18  | 6  | 7  | 13 | 4  | —  | —  | —  | —  | —  |
| MHL totalt | MHL totalt          | MHL totalt | 42  | 14 | 25 | 39 | 18 | 7  | 3  | 7  | 10 | 0  |

### Internationellt
| Källa: Uppdaterad: 2021-04-05 | Källa: Uppdaterad: 2021-04-05 | Källa: Uppdaterad: 2021-04-05 |         | Utv = Utvisningsminuter | Utv = Utvisningsminuter | Utv = Utvisningsminuter | Utv = Utvisningsminuter | Utv = Utvisningsminuter |
| År                            | Lag                           | Mästerskap                    | Matcher | Mål                     | Assists                 | Poäng                   | Utv                     |                         |
| ----------------------------- | ----------------------------- | ----------------------------- | ------- | ----------------------- | ----------------------- | ----------------------- | ----------------------- | ----------------------- |
| 2019                          | Ryssland                      | JVM                           | 7       | 2                       | 4                       | 6                       | 6                       |                         |
| Junior totalt                 | Junior totalt                 | Junior totalt                 | 7       | 2                       | 4                       | 6                       | 6                       |                         |